# Winduga (województwo kujawsko-pomorskie)
Winduga – wieś w Polsce położona w województwie kujawsko-pomorskim, w powiecie lipnowskim, w gminie Bobrowniki. Winduga to jedna z dwóch wsi składających się na sołectwo Rachcin.
Wieś Winduga graniczy z gruntami wsi Stary Bógpomóż, Rachcin, Stary Witoszyn, Nowy Witoszyn, Łęg-Witoszyn. Zachodnią granicę wsi wyznacza rzeka Wisła, do której sołectwo Rachcin ma "dostęp" wyłącznie przez Windugę. 
W latach 1975–1998 miejscowość administracyjnie należała do województwa włocławskiego.

## Historia
Znana ze źródeł osiemnastowiecznych: pojawia się w dokumentach wizytacyjnych parafii Szpetal jako Winduga Rachcińska w 1779 roku. Dzisiejsza Winduga obejmuje także tereny dawnych wiosek o nazwach: Jesionki, Błotkowo, Działy, Kotowskie Rachcińskie. 
Wieś Działy była w sierpniu 1920 r. miejscem koncentracji 15 Dywizji Kawalerii wojsk Rosji bolszewickiej w wojnie z Polską. Dowodzący siłami Rosji bolszewickiej w tym rejonie Komkor Gaj wydał swym siłom rozkaz koncentracji w rejonie wsi Działy i przystąpienia do gromadzenia łodzi i drewna do budowy tratew w celu przeprawy przez Wisłę, co dzięki zwycięstwu Wojska Polskiego w bitwie warszawskiej nie powiodło się. 
Z dniem 1 października 1982 r. na mocy rozporządzenia Ministra Administracji z 26 lipca 1982 r. wieś Winduga została wyłączona z sołectwa Stary Witoszyn w gminie Fabianki i włączona do sołectwa Rachcin w gminie Bobrowniki.

## Przyroda

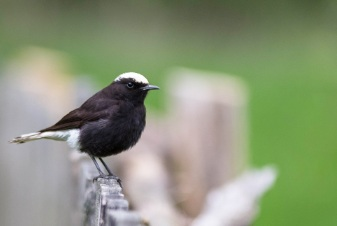
Białorzytka saharyjska zaobserwowana w Windudze jako pierwszy przypadek w Polsce.

Wieś położona jest na obszarze Natura 2000. W maju 2015 r. w jednym z gospodarstw zadomowiła się białorzytka saharyjska. Odnotowano tym samym po raz pierwszy pojawienie się tego ptaka w Polsce. 